# Brennivín

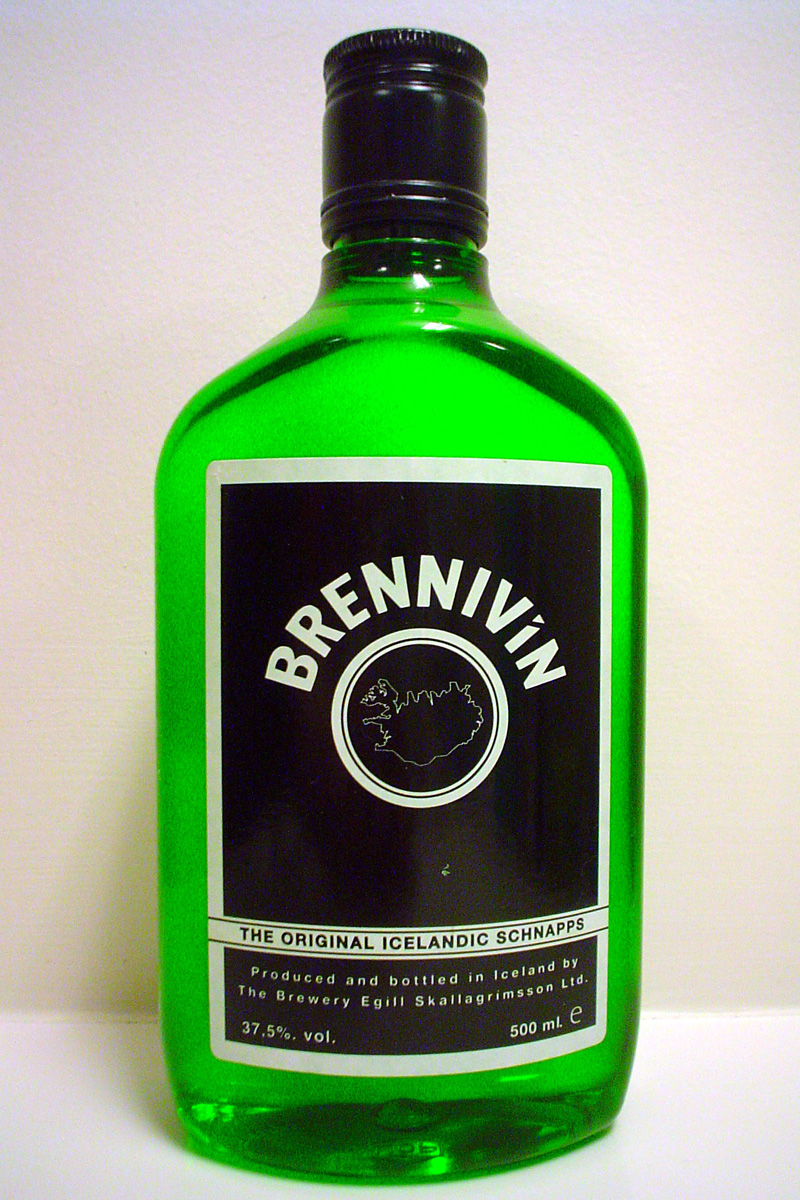
Bouteille de brennivín.

Le Brennivín (littéralement « vin brûlé » en islandais, nom générique pour les alcools forts), est une boisson alcoolisée islandaise, plus précisément une eau-de-vie de pomme de terre aromatisée au carvi (appelé « cumin des prés », qui ne doit pas être confondu avec le cumin, ni avec la Nigelle cultivée connue aussi sous le nom de cumin noir), titrant 37,5 % vol. d'alcool,.
Considéré comme la boisson nationale islandaise, le brennivín est généralement consommé glacé, le plus souvent pour accompagner les plats traditionnels servis lors des fêtes, tels le requin faisandé (hákarl) ou la tête de mouton bouillie.
Les Islandais surnomment le brennivín « svarti dauði », ce qui signifie « mort noire ».
Le flacon de la marque la plus connue, Ölgerðin, est reconnaissable à son verre vert fluo et à son étiquette noire arborant une carte de l'Islande.